# Game Boy Advance SP
Game Boy Advance SP (sovint abreviat GBA SP), és una consola de videojocs portàtil fabricada per Nintendo i llançada al mercat el març del 2003. Bàsicament és un redisseny de la Game Boy Advance, ja que el seu rendiment és idèntic, igual que la seva compatibilitat.
El significat de les sigles SP mai ha estat confirmat i crea moltes discussions entre els aficionats. Les hipòtesis més populars són que voldria dir "SPecial" o "Super Pocket".

## Canvis respecte a la Game Boy Advance
- La seva carcassa és plegable, en redueix la mida, aproximadament, a la meitat quan està plegada.
- Pantalla frontalment il·luminada, amb l'opció d'apagar la il·luminació.
- Bateria d'ió liti recarregable, de durada estimada de 10 o 15 hores segons l'ús de la il·luminació.
- L'adaptador d'auriculars canvia el clàssic minijack a un port propi que coincideix amb el port d'alimentació, impossibilitant la recàrrega de la consola amb l'ús dels auriculars i fent necessaris uns auriculars especials o un adaptador pel port.

Fins aquesta versió, Nintendo sempre havia negat la possibilitat d'implementar pantalla il·luminada i bateria recarregable per motius de cost. Però gràcies als avenços tècnics d'ençà que el model original va sortir a la llum, era possible d'adaptar la nova versió per a tenir pantalla il·luminada i bateria recarregable pel mateix preu de l'original el 2001 (99,99 € i també $). No obstant això, alguns sospiten que el veritable motiu pot haver sigut la necessitat de respondre al producte Afterburner, de Triton Labs, un kit de retroil·luminació de la GBA original per a portar una llum sense una pèrdua de durada de la bateria.
El nou disseny de la carcassa té l'avantatge que redueix l'exposició de la pantalla mentre no s'està usant la consola, reduint el risc dels cops.
Tard, però, va aparèixer només per al mercat europeu i americà una versió de la GameBoy Advance SP 'Brighter' (més brillant). Aquesta, en lloc d'incorporar il·luminació frontal (FrontLightUnit) incorporava retroil·luminació (BackLightUnit).

## Especificacions tècniques
- Font de llum: LCD integrat amb llum davantera.
- Mida (tancat): Altura de 84,6 mm., ample de 82 mm. i una profunditat de 24,3 mm
- Pantalla (diagonal): 2.9" color reflexiu LCD de TFT (240x160 píxels)
- Pes: 143 gr.
- Energia: Bateria recarregable d'ió de liti.
- Vida de la bateria: 10 hores de joc continu amb la llum encesa, 18 hores amb la llum apagada, amb un temps de recàrrega de 3 hores.
- Colors del maquinari: Onyx, flama, platí, blau cobalt, rosa, blau perla, grafit, blau de la mitjanit.

## Especificacions tècniques internes
- CPU: 32 bits de ARM amb una memòria.
- Memòria: 32 kilobits+96 kilobits de VRAM (CPU interna), 256 kilobits de WRAM (CPU externa).
- Resolució: 240 x 160 píxels.
- Color: Pot exhibir 511 colors simultanis en mode de caràcter i 32.768 colors simultanis en mode de memòria d'imatge
- Programari: Totalment compatible amb el Game Boy i els jocs del Gameboy Color.

La GBA SP és si fa no fa de la meitat de la grandària de la GBA quan està tancada i amb una altura de la Game Boy Color de Nintendo quan està oberta. El disseny de la coberta de la GBA protegeix la pantalla contra les ratllades i la pols, connectors i indicadors en la pantalla. Tanmateix, la coberta és feta de materials diversos, cosa que provoca lleus ratllades més sovint que en sistemes anteriors de la GB.
L'adaptador de CA del SP de GBA ve amb el paquet, mentre que en el seu precursor, Game Boy Advance, requeria un adaptador venut separadament. La biblioteca del programari i les especificacions generals del maquinari són idèntiques a les de la Game Boy Advance.

## Auriculars
A causa de les limitacions de la forma, Nintendo va portar l'auricular que havia estat inclòs en tots els models anteriors de la Game Boy. Els auriculars dissenyats específicament per la SP de GBA poden ser comprats o els auriculars estàndards es poden unir amb un adaptador opcional d'endolls en el mateix port de l'adaptador de la CA. Aquesta decisió va ser criticada extensament, perquè alguns jugadors van tenir aversió per haver de pagar $4,25 USD per a comprar un adaptador.

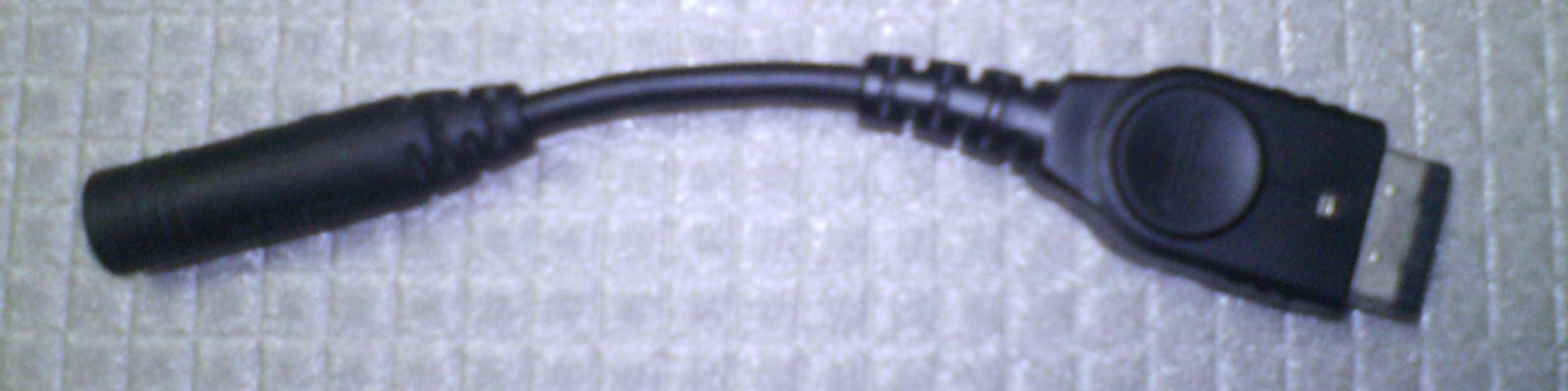
Adaptador dels auriculars per la Game Boy Advance SP

A més, els jugadors no poden carregar la seva SP i escoltar els auriculars al mateix temps sense un adaptador específic. El carregador de la CA i l'adaptador de l'auricular utilitzen el "port de l'energia," i no pot utilitzar ambdós simultàniament sense comprar un adaptador disponible que proporcioni ambdues connexions.
L'adaptador de l'auricular es pot trobar en el magatzem en línia nord-americà de Nintendo, i està disponible per a la compra en magatzems del Japó i Europa. A més, Majesco va desenvolupar els auriculars estèreos oficialment llicenciats del Game Boy SP amb endolls directament en el port sense la necessitat d'un adaptador.

## Bateria
La bateria és similar a la de la majoria dels telèfons mòbils amb una durada aproximada de 18 hores amb la llum apagada i 10 hores amb ella encesa.
Nintendo va anunciar que els avanços tecnològics van permetre que la SP inclogués una llum interna i una bateria recarregable. Va llançar al mateix preu de la GBA original ($99,99 USD). Una motivació addicional que va poder haver estat una necessitat de respondre al kit llançat en el mercat amb diversos accessoris per la Game Boy Andvance dels laboratoris de Tritó, que va provar que la GBA original podia tenir una llum interna amb una vida acceptable de la bateria.
La vida de la bateria del nou model retroil·luminat és aproximadament 13 hores en l'ajustament "baix" i aproximadament 8 hores amb l'ajustament "alt". La llum de la SP retroil·luminat es pot ajustar amb l'ús d'un botó amb l'osca d'un sol en el centre superior del control de la SP.

## Versió retroil·luminada
A l'Amèrica del Nord el setembre del 2005, al voltant de l'època del llançament de la Game Boy Micro, Nintendo va llançar una versió millorada de la Game Boy Advance SP que oferia un contrallum en comptes del llum frontal de la versió anterior. La lluentor es pot fixar a baix a alt. La capsa aleshores hi diu, "amb una pantalla retroil·luminada MÉS BRILLANT!" per a distingir el nou model del més vell. Encara que mai va ser anunciat oficialment de la SP original amb un nom diferent, de manera no oficial se l'ha titulat "SP Lite" (nomenat així a causa del llançament del DS Lite) o la "SP2" (perquè és una segona versió). L'edició estàndard és actualment en tres colors, blava perla, grafit, i rosa; també està disponible l'edició de Bob Esponja, la SP vermella amb en Charizard gravat en el front, i la SP verda amb en Venusaur gravat en el front (aquests dos representen els nous jocs de Pokémon i són solament accessibles en línia).

## Reaccions
- Comparant els diferents sistemes, d'esquerra a dreta: Game Boy (1989), Game Boy Pocket (1996), Game Boy Color (1998), Game Boy Advance (2001), Game Boy Advance SP (2003), Game Boy Micro (2005)

### A favor
La llum frontal estava generalment ben acceptada quan es compara amb la Game Boy Advance original, que no tenia cap llum. Certament, la llum certament dona al sistema la possibilitat de ser utilitzat en condicions de nocturnitat o amb poca llum sense necessitar un accessori de tercers. Hom també considera que el disseny de la coberta plegable és una millora de l'original, ja que evita que la pantalla es faci malbé.

### En contra
La llum frontal, encara que sigui una millora amb relació a la manca anterior de la llum, s'ha criticat perquè dona una mirada diferent a molts jocs. Els efectes de la refracció fan una imatge feble, "fantasma", que apareix a la pantalla, particularment sensible amb les imatges en blanc-i-negre (per exemple, text). Aquestes crítiques s'han reduït amb el nou model retroil·luminat. No obstant això, altres han expressat la preocupació pels colors en el *SP nou que són massa brillants o saturats excessivament.
A causa de la ranura del cartutx que és més en el fons que en la tapa, l'opció del sensor d'inclinació en Kirby no funciona adequadament com va ser dissenyada per a l'ús amb Game Boy Color. Nogensmenys, jocs més recents que usen el sensor d'inclinació com Yoshi Topsy Turby i Wario Ware: Twisted! funcionen correctament en la tapa del carregador, ja que ambdós jocs van ser dissenyats per a calibrar-se automàticament segons l'orientació del cartutx. A més, el lector electrònic va ser dissenyat per a la Game Boy Advance. Quan estan utilitzats per la SP, els bastonets del port de l'acoblament estan cap a fora i la unitat és més desequilibrada.
Altra crítica comuna de la SP ve de la forma del sistema. Molts jugadors senten que la meitat inferior, on es localitzen els controls, és massa petita i causen enrampades de la mà després d'un joc extens. Aquesta era també una crítica comuna dels models més vells de la Game Boy i ha donat lloc a la disposició horitzontal popular del joc de la Game Boy Advance, aquesta crítica va ser corregida en el Game Boy Micro, que va optar per la disposició horitzontal del joc de la Game Boy Advance en comparació d'una disposició tradicional de l'estil de la Game Boy.

## Versions

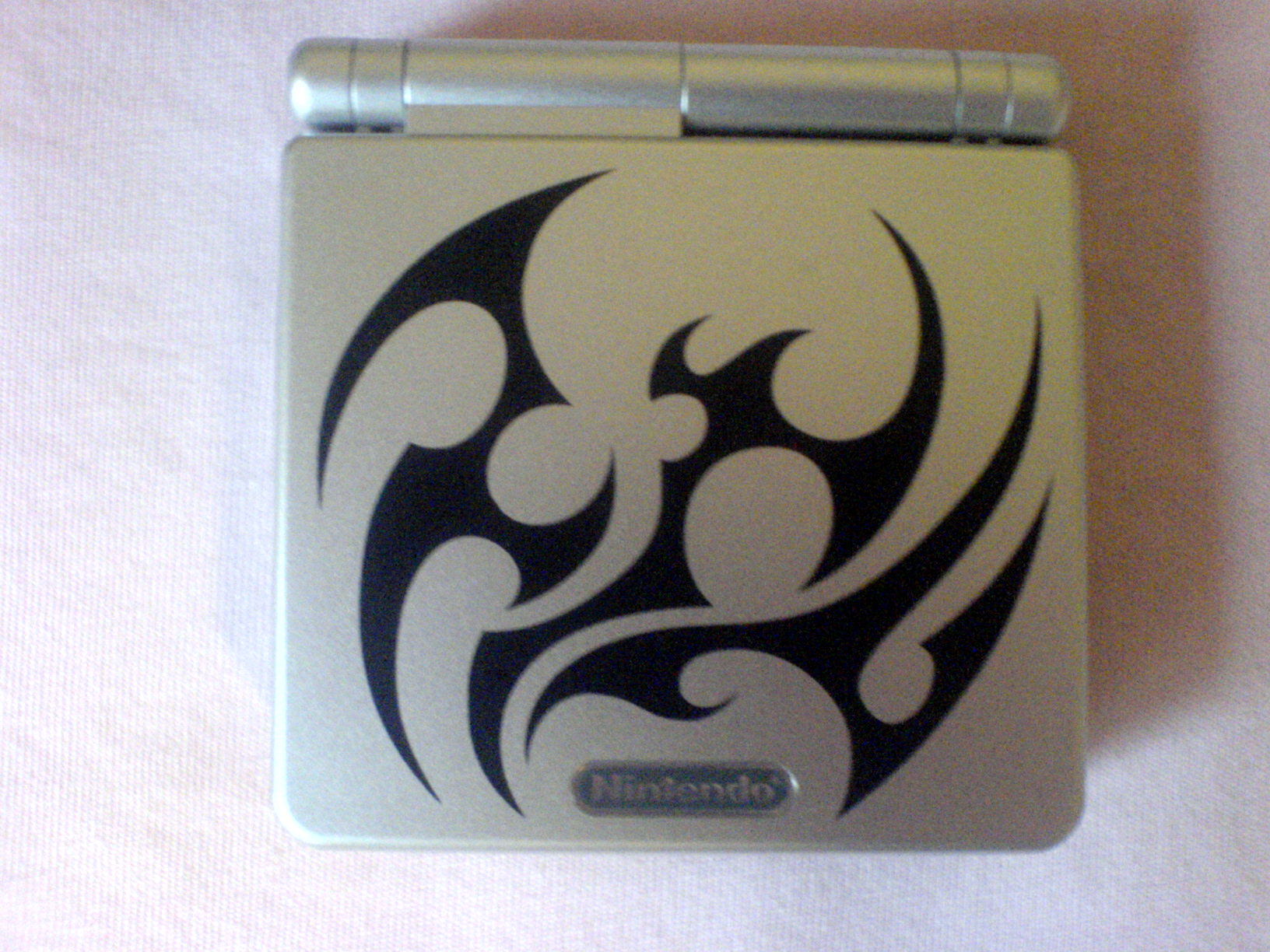
GBA SP Tribal Edition

A la primeria es va llançar en dos colors, negre i plata, però s'han produït diverses versions com la Classic NES (que imita la veterana consola NES), la Tribal Edition (amb motius tribals), diferents edicions relacionades amb la saga de Pokémon i la "GBA SP Pink" (en color rosa), el propòsit del qual era d'atreure el mercat femení i una part d'Europa es va llançar l'edició de la SP anomenada "Game Boy Advance SP Girls Edition" amb el mateix propòsit que la "GBA SP Pink".